# Závod vojenských hlídek na Zimních olympijských hrách 1924
Na olympiádě v Chamonix roku 1924, se konal také závod vojenských hlídek. Jeho výsledky jsou zahrnuty v oficiální olympijské databázi, i když je některými zdroji považován jen za ukázkový závod. V době konání her se mezi olympijskými a exhibičními sporty nerozlišovalo. Kromě Chamonix se závody vojenských hlídek konaly také roku 1928, 1936 a 1948, tehdy šlo pouze o demonstrační sport a jejich výsledky nikdy nebyly uznány za oficiální. V roce 1960 byl na program ZOH zařazen biatlon, který se ze závodu vojenských hlídek vyvinul.
Závodu se zúčastnilo šest čtyřčlenných týmů, ale pouze čtyři závod dokončily. Polsko a Itálie závod za špatných povětrnostních podmínek vzdaly. Závod se konal na 30 km a každé družstvo mělo za úkol po 15 km absolvovat střelbu na polní terče. Sportovci měli k dispozici na 250 metrů vzdálené terče 18 ran. Za každý zasažený terč obdrželo družstvo bonus 30 sekund, které mu pak byly v cíli odečteny od výsledného běžeckého času.

## Medailové pořadí zemí
| Pořadí | Země            | Zlato | Stříbro | Bronz | Celkově |
| ------ | --------------- | ----- | ------- | ----- | ------- |
| 1      | Švýcarsko (SUI) | 1     | 0       | 0     | 1       |
| 2      | Finsko (FIN)    | 0     | 1       | 0     | 1       |
| 3      | Francie (FRA)   | 0     | 0       | 1     | 1       |
|        | Celkem          | 1     | 1       | 1     | 3       |

## Medailisté

### Muži
| Disciplína              | Zlato                                                                                | Výkon   | Stříbro                                                                          | Výkon   | Bronz                                                                                 | Výkon   |
| ----------------------- | ------------------------------------------------------------------------------------ | ------- | -------------------------------------------------------------------------------- | ------- | ------------------------------------------------------------------------------------- | ------- |
| závod vojenských hlídek | Švýcarsko (SUI) · Denis Vaucher · Anton Julen · Alphonse Julen · Adolf Aufdenblatten | 3:56:06 | Finsko (FIN) · August Eskelinen · Heikki Hirvonen · Ville Mattila · Väinö Bremer | 4:00:10 | Francie (FRA) · André Vandelle · Camille Mandrillon · G. Berthet · Maurice Mandrillon | 4:18:53 |